# Carsta Genäuß
Carsta Kühn (* 30. November 1959 in Dresden als Carsta Genäuß) ist eine ehemalige deutsche Kanutin, Werbemethodikerin (FH) und Restauratorin.

## Leben
Carsta Genäuß (verh. Kühn) stammt aus einer mit dem Wassersport verbundenen Dresdner Familie, die wettkampfmäßig im Kanuverein Laubegast organisiert war und ihren Sohn André (* 1958) und Tochter Carsta im Kanurennsport förderte. Vater Heinz Genäuß holte bereits 1950 für die Nachfolgeorganisation BSG Motor Dresden Ost (ab 1966 BSG Pentacon Dresden) den Titel als DDR-Jugendmeister im Einer-Kajak K1, 1954 wurde er zweifacher DDR-Meister im Einer-Kajak und Zweier-Kajak K2 und gehörte zur DDR-Nationalmannschaft. Ab 1958 war er Übungsleiter und Kampfrichter und für den Kinder- und Jugendsport in der BSG verantwortlich. Mutter Ilse Genäuß war aktiv in der Sektion Wasserwandern.
Von 1966 bis 1973 besuchte Carsta Genäuß die Polytechnische Oberschule. Auf Grund außergewöhnlicher sportlicher Leistungen erfolgte von 1973 bis 1977 ihre Delegierung auf die Kinder- und Jugendsportschule Dresden (KJS), die eng mit dem SC Einheit Dresden verbunden war. Danach folgte eine Berufsausbildung als Gebrauchswerberin in der „Zentralen Ausbildungsstätte für Gebrauchswerber und Werbemittelhersteller“ des Konsum-Bezirksverbandes Dresden. Mit speziellen Lehrplänen, abgestimmt auf ihre besonderen leistungssportlichen Anforderungen und Wettkampftermine, schloss sie die Ausbildung 1980 erfolgreich ab. Danach nahm sie neben ihren Verpflichtungen als Leistungssportlerin gleichzeitig bei der Konsumgenossenschaft Dresden Stadt eine Tätigkeit als Gebrauchswerberin auf.
Carsta Genäuß war von 1980 bis 1999 mit dem Kanurennsportler Jens Kühn verheiratet. Sie ging ab 1980 unter dem Namen Carsta Kühn an den Start. In dieser Ehe wurden Tochter Tina (* 1982) und Sohn David (* 1987) geboren.
Auf der Höhe ihrer größten sportlichen Erfolge beendete Carsta Kühn 1985 als Olympiasiegerin, siebenfache Weltmeisterin, 4-fache Junioren-Europameisterin und als eine der erfolgreichsten Teilnehmerinnen an Titelkämpfen weltweit, die Gold im K1, K2 und K4 für die DDR auf Internationalen und Nationalen Kanu-Rennsportregatten und Meisterschaften als Titelsiegerin erkämpft hatte, ihre sportliche Karriere, um sich verstärkt ihrer weiteren beruflichen Entwicklung zu widmen. Ab 1985 wurde sie in die Leitung der gemeinsam vom Rat der Stadt Dresden und der Konsumgenossenschaft Dresden Stadt gegründeten Sonderarbeitsgruppe Handelsniveau Stadt Dresden berufen und war maßgeblich an der Entwicklung von Musterverkaufsobjekten im Bezirk Dresden beteiligt. Zusätzlich absolvierte sie von 1986 bis 1991 ein Fernstudium an der Fachschule für Werbung und Gestaltung Berlin (FH), das sie als Werbemethodikerin abschloss.
Nach der politischen Wende 1990 war sie in Leitungsfunktion in der Werbeleitung des Konsum Dresden eG. beschäftigt. Weiterbildungslehrgänge der Fachrichtung Multimedia folgten sowie die Ausbildung als Sport- und Tourismusmanagerin.
Heute lebt die erfolgreiche Olympionikin des Kanu-Rennsportes in zweiter Ehe in Bannewitz und arbeitet als Restauratorin im Landesamt für Archäologie Sachsen.

## Sportliche Laufbahn
Ihre sportliche Laufbahn begann im frühesten Kindesalter. Schon mit zwei Jahren wurde sie von den Eltern im Faltboot mitgenommen. Mit sechs Jahren paddelte sie bereits selbst auf der Elbe, und ab ihrem neunten Lebensjahr wurde sie von ihrem Vater trainiert. Später wurde Jörg Zeidler als Leiter des Trainingszentrums BSG Pentacon Dresden ihr Trainer.
Da der Kanurennsport im Verein der BSG Pentacon Dresden bisher eine von Männern dominierte Sportart war, setzte die erst 10-jährige Carsta Genäuß trotz Widerstand ihren Willen durch und wurde 1969 als erstes weibliches Mitglied in der Sektion aufgenommen. Als einziges Mädchen trainierte sie in einer Schülergruppe mit 20 Jungen, zu denen auch Bruder André Genäuß gehörte, der 1970 bereits ebenfalls ein erfolgversprechender Nachwuchssportler war.
Als talentiert und entwicklungsfähig eingeschätzt, gehörte sie zu den leistungsfähigsten Jugendlichen und erhielt von der BSG Pentacon Dresden 1973 eine Delegierung zum SC Einheit Dresden, einem der erfolgreichsten Leistungszentren des DDR-Leistungssports. Damit war sie in die staatliche Leistungssportförderung des DDR-Sportsystems eingebunden und wurde als Kanurennsportlerin von den Trainern Ralf Zeidler und Bernd Metzler betreut. Sie startete bereits im gleichen Jahr 1973 für den SC Einheit Dresden und gewann bereits im Juniorenalter alle Titelkämpfe, so u. a. die DDR-Meister-Titel bei den Landesmeisterschaften der Schüler, Jugendlichen und Junioren. Sie wurde 1973 DDR-Schülermeister, 1974 DDR-Jugendmeister und 1975 DDR-Juniorenmeister. Außerdem errang sie den Titel bei den Spartakiaden. Mit dieser kontinuierlichen Entwicklung, unterstützt durch den Dresdner Sportclub, setzte eine Erfolgsserie ein, die sie bald zur Spitzenklasse des DDR-Kanurennsports aufsteigen ließ.
Als 15-Jährige kam sie in die Junioren-Nationalmannschaft und holte sich im Juli 1975 in Rom, zu den V. Europameisterschaften der Junioren im Kanurennsport auf dem Lago Albano in Castel Gandolfo (Italien), die Europameister-Titel in Gold im Einer-Kajak (K1) 500 m und Vierer-Kajak (K4) 1000 m.
Nur zwei Wochen später bestätigte sie diese Erfolge, als sie in Moskau bereits als DDR-Junioren-Europameisterin anlässlich der Jugendwettkämpfe der Freundschaft startete und erneut Gold im K1 500 m holte und Bronze im K2 500 m (mit Anita Braasch). Um ihren Leistungsstand als Jugendliche im Feld der DDR-Spitzenklasse zu testen, nahm sie 1975 als Junioren-Europameisterin an der Templiner Langstreckenregatta teil und startete als 16-jährige Juniorin in der Seniorenklasse, wo sie in dem Rennen K1 5000 m einen vielbeachteten 3. Platz erringen konnte, der als großer Erfolg der Nachwuchssportlerin gewertet wurde. Ihre Erfolgsserie setzte sie zu den VI. Junioren-Europameisterschaften 1977 in Vichy (Frankreich) fort. Sie trat als Titelverteidigerin an und holte erneut Gold mit zwei Europameistertiteln im Einer-Kajak (K1) und Zweier-Kajak (K2) mit Gabriele Schlegel. Bei den Jugendwettkämpfen der Freundschaft 1977 auf dem Snagov-See (Rumänien) errang sie wieder Gold und holte sich gemeinsam mit Birgit Fischer den Titel im K2 500 m.
Ab 1978 begann Carsta Genäuß ihren Start im Elitebereich. Im gleichen Jahr errang sie ihren ersten Weltmeistertitel bei den Kanu-Weltmeisterschaften der Damen und holte auf der Save (Jugoslawien) im Kajak-Vierer (K4) gemeinsam mit Marion Rösiger, Roswitha Eberl und Birgit Fischer den Titel.
In den 1970er und 1980er Jahren waren ihre Höchstleistungen und größten sportlichen Erfolge zu verzeichnen. Carsta Genäuß gelang der Aufstieg in die Weltspitze.
In Vorbereitung der Teilnahme an den Olympischen Sommerspielen 1980 in Moskau hatten sich bei der Vorauswahl und den Wettkämpfen in der Kategorie K1, zur Qualifizierung für die DDR-Nationalmannschaft, Marion Rösiger, Martina Bischof und Carsta Genäuß qualifiziert. Als Rösiger aus politischen Gründen, wegen Verstoßes gegen die in den DDR-Mannschaften gültigen Regeln, nicht für die Olympiawettkämpfe besetzt wurde, startete der Olympia-Zweier (K2) mit der starken Besetzung Bischof und Genäuß. Dieses Team gewann als Doppel bei den Olympischen Spielen 1980 mit großem Vorsprung die Goldmedaille über 500 m vor den Booten der UdSSR und Ungarn.
Die Olympionikin Carsta Genäuß trat nach ihrer Eheschließung 1980 unter dem Namen Carsta Kühn an. Außer dem olympischen Gold gewann sie insgesamt sieben Goldmedaillen als Weltmeisterin bei den ICF Canoe Sprint World Championships. Davon waren drei Weltmeistertitel in Gold im K2 500 m Sprint der Damen (1981 Nottingham, 1983 Tampere und 1985 Mecheln) zu verzeichnen und vier im K-4 500 m (1978 Belgrad, 1981 Nottingham, 1983 Tampere, 1985 Mecheln). Davon bestritt sie drei Siege gemeinsam mit Birgit Fischer im Sprint K2 500 m und einen Sieg im K4 500 m.
Weitere Titel-Erfolge in Gold erzielte sie bei den DDR Kanu-Meisterschaften der Damen für den SC Einheit Dresden. Im Jahr 1980 im Einer-Kajak (K1) 500 m und gleichzeitig gemeinsam mit Birgit Fischer vom ASK Vorwärts Potsdam im Zweier-Kajak (K2) 500 m. Die Erfolgsserie setzte sie 1981 im Zweier-Kajak (K2) 500 m mit Ramona Walther fort, 1983 wieder im Zweier-Kajak (K2) 500 m mit Ramona Walther, 1984 im Zweier-Kajak (K2) 500 m mit Birgit Schmidt-Fischer und 1985 im Zweier-Kajak (K2) 500 m mit Birgit Schmidt-Fischer. Zusätzlich dazu kamen die Siege im Vierer-Kajak (K4) 500 m, 1983 mit Walther, Fischer und Giese, 1984 mit Fischer, Bunke und Giese, 1985 mit Schmidt-Fischer, Bunke und Giese.
Die nächste große olympische Chance wäre die geplante Teilnahme an den Olympischen Sommerspielen 1984 in Los Angeles gewesen, für die sie als Favoritin für eine Medaille gesehen wurde. Zu Testrennen war sie bereits mit der DDR-Nationalmannschaft im September 1983 in Los Angeles, um auf dem Lake Casitas vorolympische Wettkämpfe zu bestreiten. Die berechtigte Aussicht auf erneute Titel fiel jedoch, nach umfassenden Vorbereitungen, dem Boykott der Olympischen Spiele durch die Sowjetunion mit ihren verbündeten Ostblockstaaten zum Opfer, womit einer ganzen Athletengeneration durch politische Einflussnahme die Teilnahme an den Wettkämpfen und die Chance auf Titel verwehrt wurde. Die 1984 als Ersatz-Olympiade einberufenen Wettkämpfe der Freundschaft, für Sportler aus Ländern, denen die Olympiateilnahme in den USA verwehrt wurde, waren für die Kanuten in Berlin-Grünau ausgerichtet worden. Carsta Kühn errang wiederum Gold als zweifache Siegerin im K2 und K4, jedoch die Enttäuschung der verpassten Olympiachance blieb.
1985 beendete Carsta Kühn ihre aktive und erfolgreiche Sportlerlaufbahn.

## Staatliche Auszeichnungen (Auswahl)
- 1978 Staatlicher Ehrentitel Meister des Sports
- 1982 Verleihung Vaterländischer Verdienstorden in Bronze
- 1980 Verleihung Vaterländischer Verdienstorden in Silber
- 1984 Verleihung Vaterländischer Verdienstorden in Gold[8]
- 1986 Verleihung Vaterländischer Verdienstorden in Gold